# Monochrome Display Adapter

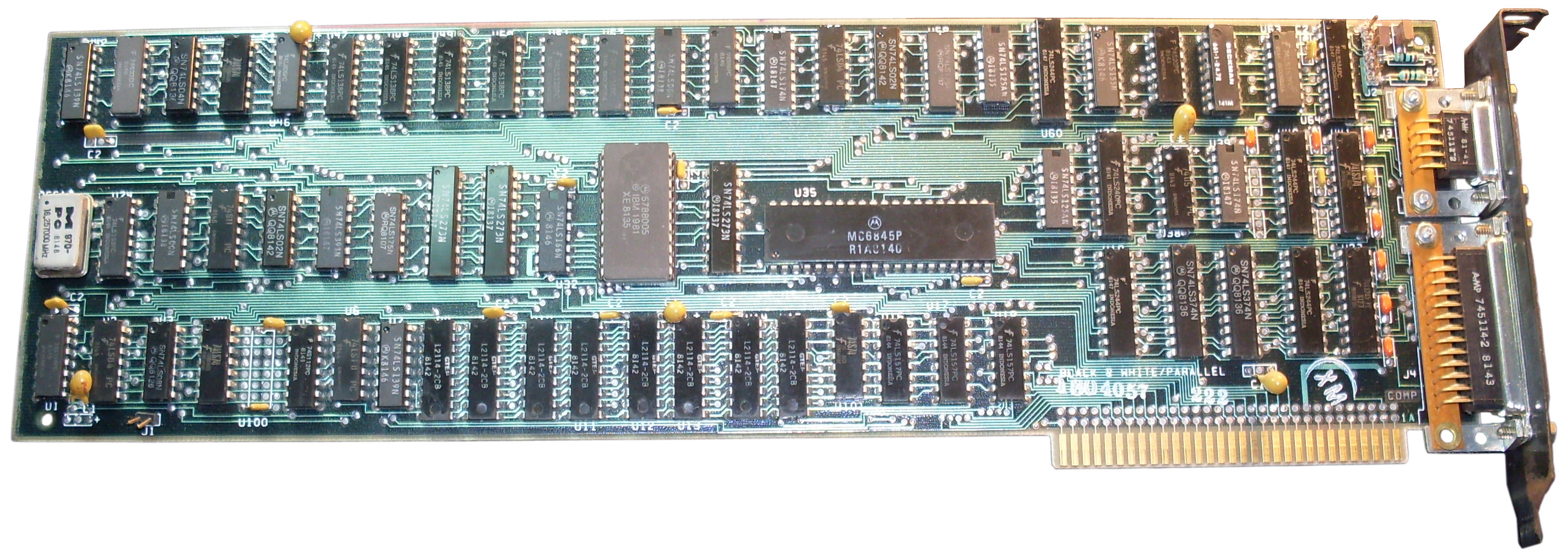
La scheda MDA di IBM. Il grosso chip al centro è il controller Motorola 6845

Il Monochrome Display Adapter  (MDA, MDA card, Monochrome Display and Printer Adapter o MDPA) fu introdotto nel 1981 da IBM come standard video per l'IBM PC. L'MDA non supporta alcuna modalità grafica, permette solo di visualizzare testo monocromatico disposto in 80 colonne per 25 righe ad alta risoluzione.

## Descrizione
La scheda video standard IBM MDA aveva 4 kB di memoria video (VRAM). L'alta risoluzione dei caratteri della visualizzazione MDA era stata pensata per facilitare il lavoro di ufficio e la videoscrittura: ciascun carattere veniva visualizzato in una cella di 9×14 pixel, di cui 7×11 formavano il carattere stesso e gli altri pixel erano usati per lo spazio fra le lettere, la sottolineatura ecc. Alcuni caratteri, come la lettera "m", venivano invece rappresentati utilizzando 8 pixel in orizzontale.
L'MDA permetteva i seguenti attributi per i caratteri visualizzati
- Invisibile
- Sottolineato
- Normale
- Neretto
- Negativo
- Lampeggiante

Alcuni di questi attributi potevano essere combinati come ad esempio Neretto, Sottolineato.
La risoluzione teorica del display era di 720×350 pixel, calcolando 9 pixel per 80 caratteri in orizzontale e 14 pixel per 25 righe in verticale. In ogni modo l'MDA non poteva indirizzare direttamente i pixel in quanto l'immagine dei caratteri era memorizzata in ROM e quindi si poteva scegliere solo quale fra i 256 caratteri visualizzare. Si poteva simulare la grafica utilizzando i caratteri ANSI art.
La scheda originale IBM MDA aveva a bordo anche un'interfaccia parallela per la stampante (da qui il nome "Monochrome Display and Printer Adapter"). La scheda era basata sul Motorola 6845, un microprocessore derivato dal Motorola 6800 progettato espressamente per la gestione dei terminali testuali.

## Schede video alternative a MDA
C'erano due alternative all'interfaccia MDA:
- Per gli utenti di PC che richiedevano una grafica a colori IBM offriva la Color Graphics Adapter (CGA), messa in commercio contemporaneamente all'MDA. La CGA fu originariamente più cara e la minore risoluzione dei caratteri la rese poco attraente per le applicazioni di ufficio.
- Introdotta nel 1982, la scheda Hercules Graphics Card (HGC), non prodotta da IBM, offriva sia la compatibilità MDA come risoluzione dei caratteri sia la capacità di visualizzare grafica monocromatica. Poteva indirizzare direttamente ciascun pixel e permetteva di realizzare immagini in bianco/nero alla risoluzione di 720×348 pixel.